# Erik Kratz
Pour les articles homonymes, voir Kratz.
Erik Floyd Kratz (né le 15 juin 1980 à Telford, Pennsylvanie, États-Unis) est un ancien receveur de la Ligue majeure de baseball.

## Carrière

### Ligues mineures
Athlète évoluant à l'Université Eastern Mennonite de Harrisonburg en Virginie, Erik Kratz est repêché au 29e tour en 2002 par les Blue Jays de Toronto. Il passe sept ans en ligues mineures dans l'organisation des Blue Jays sans jamais graduer plus haut que le niveau Triple-A. Il se retrouve sans contrat après la saison de baseball 2008 et signe avec l'organisation des Pirates de Pittsburgh.
En 2009, Kratz se rapporte aux Indians d'Indianapolis, le club-école Triple-A des Pirates dans la Ligue internationale. C'est là qu'il amorce aussi la saison 2010 avant de finalement recevoir l'appel d'un club des grandes ligues.
Après 56 parties pour Indianapolis en 2010, Kratz frappe pour une moyenne au bâton de ,296 avec 37 points produits. Il participe au match d'étoiles du Triple-A le 14 juillet lorsqu'il est retiré de la partie pour être informé qu'après neuf ans d'attente, il obtient une promotion dans les majeures, les Pirates venant de céder à leur club-école le receveur Jason Jaramillo pour faire place à Kratz dans leur effectif.

### Ligue majeure

#### Pirates de Pittsburgh
À l'âge de 30 ans, Erik Kratz joue son premier match au plus haut niveau avec les Pirates de Pittsburgh le 17 juillet 2010 face aux Astros de Houston. Dans une victoire de 12-6 de Pittsburgh, le receveur frappe deux coups sûrs en cinq présences au bâton et produit son premier point. Son premier coup sûr dans les majeures est réussi aux dépens du lanceur Bud Norris.
Kratz joue neuf parties avec Pittsburgh en 2010, frappant quatre coups sûrs au total pour une moyenne de ,118.

#### Phillies de Philadelphie

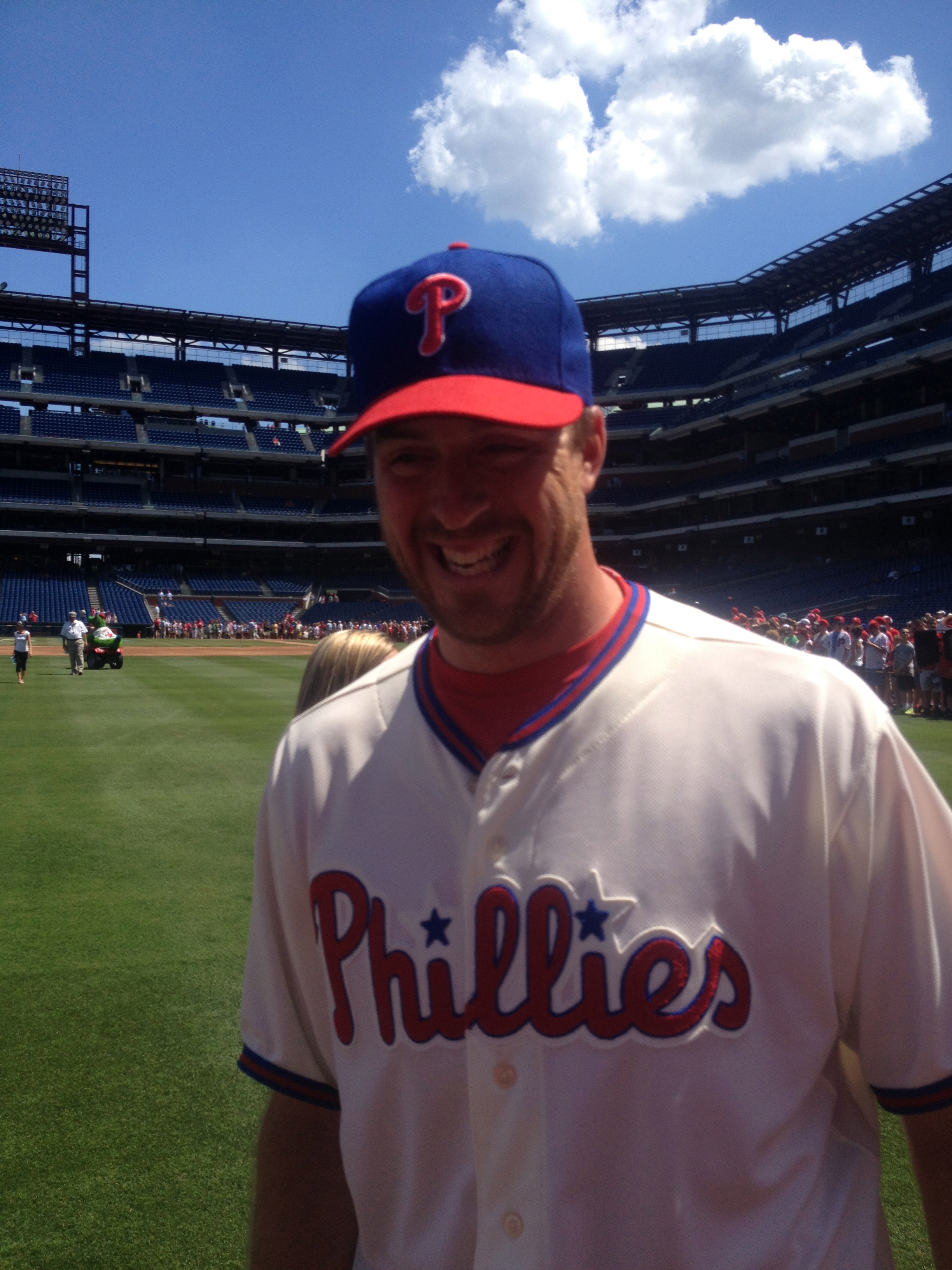
Erik Kratz en 2013 avec les Phillies de Philadelphie.

Le 19 novembre 2010, il rejoint les Phillies de Philadelphie. Il dispute deux parties avec eux en 2011. En 50 matchs pour Philadelphie en 2012, il frappe pour ,248 avec 9 circuits et 26 points produits.
Kratz est le receveur des Phillies au début de la saison 2013 alors que Carlos Ruiz est frappé d'une suspension. Il joue par conséquent beaucoup plus durant les premiers mois de la campagne. Il dispute 68 parties au total durant l'année, dont 60 au poste de receveur, contre 86 pour Ruiz. Il égale son nombre de circuits (9) et de points produits (26) de la saison précédente, mais sa moyenne au bâton descend à ,213.

#### Blue Jays de Toronto
Le 3 décembre 2013, les Phillies échangent Kratz et le lanceur gaucher des ligues mineures Rob Rasmussen aux Blue Jays de Toronto contre le lanceur de relève droitier Brad Lincoln. En 34 matchs joués, Kratz claque 3 circuits pour les Jays, produit 10 points mais montre une faible moyenne au bâton de ,198. Il est substitut à Dioner Navarro.

#### Royals de Kansas City
Le 28 juillet 2014, les Blue Jays échangent Kratz et le lanceur droitier Liam Hendriks aux Royals de Kansas City contre le joueur de troisième but Danny Valencia.
Après 13 matchs disputés en saison régulière pour Kansas City, il participe à la conquête du titre de la Ligue américaine avec les Royals, qui atteignent la Série mondiale 2014, mais ne fait aucune apparition durant les éliminatoires tandis que son coéquipier Salvador Pérez établit un nouveau record pour le nombre de matchs et de manches joués à la position de receveur en une saison.
Il ne joue que 4 matchs des Royals en 2015. Il reçoit quand même une bague de champion de la Série mondiale 2015 pour avoir fait partie du club de Kansas City cette année-là, même s'il n'apparaît pas dans les séries éliminatoires.

#### Retour à Philadelphie
Kratz est réclamé au ballottage par les Red Sox de Boston le 21 juin 2015. Il n'obtient pas la chance de jouer pour les Sox, devient agent libre puis, au cours du mois de juillet, est mis sous contrat puis relâché par les Mariners de Seattle sans avoir, encore une fois, eut l'occasion de disputer un seul match avec son nouveau club. Le 17 juillet 2015, il signe un contrat avec son ancienne équipe, les Phillies de Philadelphie et, après un séjour dans les mineures, les rejoint le 2 septembre suivant.

#### Astros de Houston

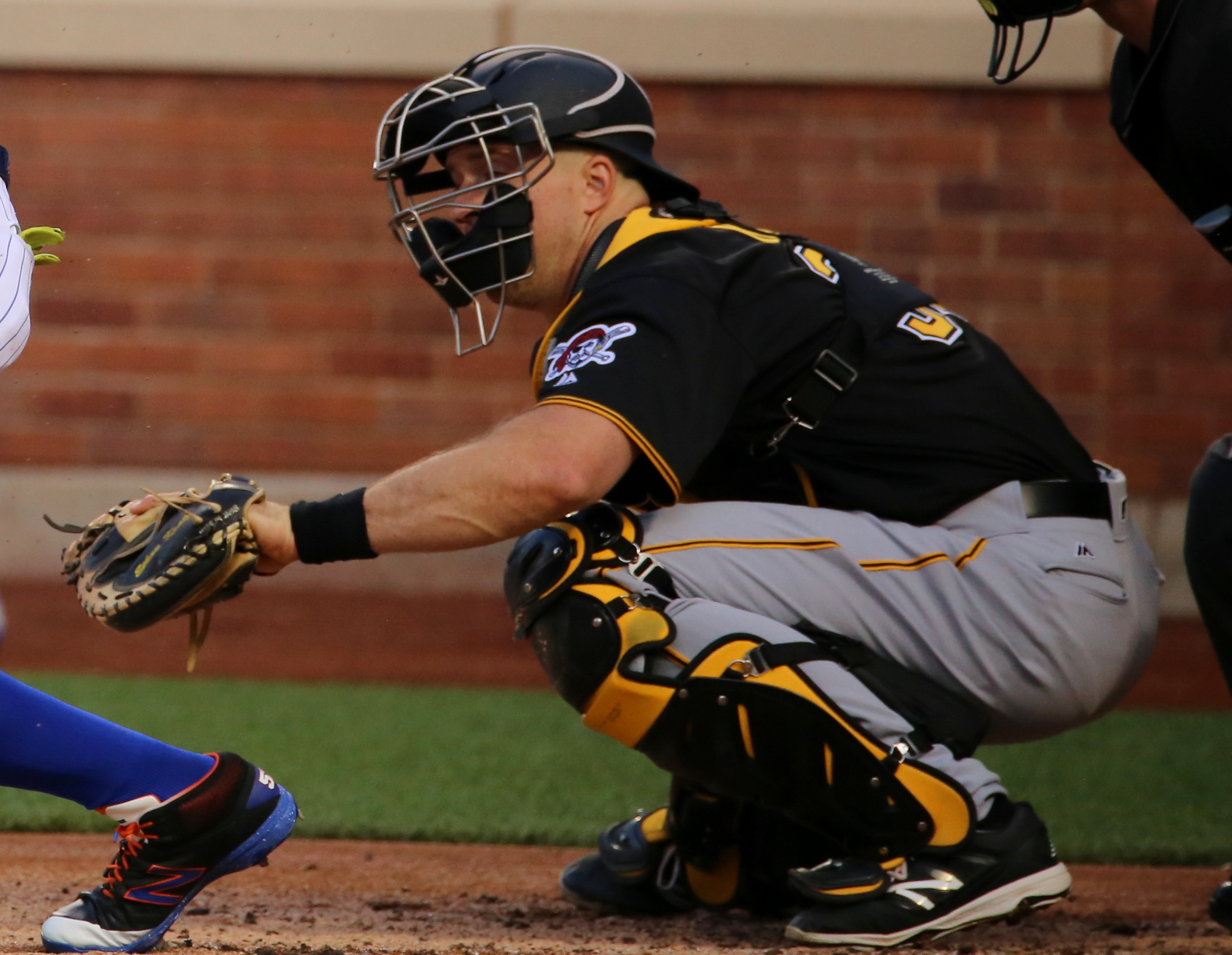
Erik Kratz le 15 juin 2016 avec les Pirates de Pittsburgh.

Le 19 novembre 2015, Kratz signe un contrat avec les Padres de San Diego. Le 28 mars 2016, avant même qu'il n'ait joué un match pour eux, les Padres échangent Kratz aux Astros de Houston contre le lanceur droitier Dan Straily. Il dispute 15 matchs avec Houston en 2016.

#### Retour à Pittsburgh
Libéré par Houston en mai 2016, Kratz passe brièvement par l'organisation des Angels de Los Angeles, dont il s'aligne pour quelques matchs avec un des clubs-écoles, puis est mis sous contrat par l'une de ses anciennes équipes, les Pirates de Pittsburgh. Il joue 18 parties des Pirates et termine l'année avec une moyenne au bâton de ,094 avec seulement 8 coups sûrs en 33 parties pour Houston et Pittsburgh.

#### Yankees de New York
Le 1er décembre 2016, Kratz signe un contrat des ligues mineures avec les Indians de Cleveland. Il ne joue pas un seul match pour Cleveland et est cédé aux Yankees de New York le 31 août 2017.